# Žigon
Žigon je naselje v Občini Laško.